# Hinrichtung

Hinrichtungen 2006 in einigen Ländern laut Amnesty International

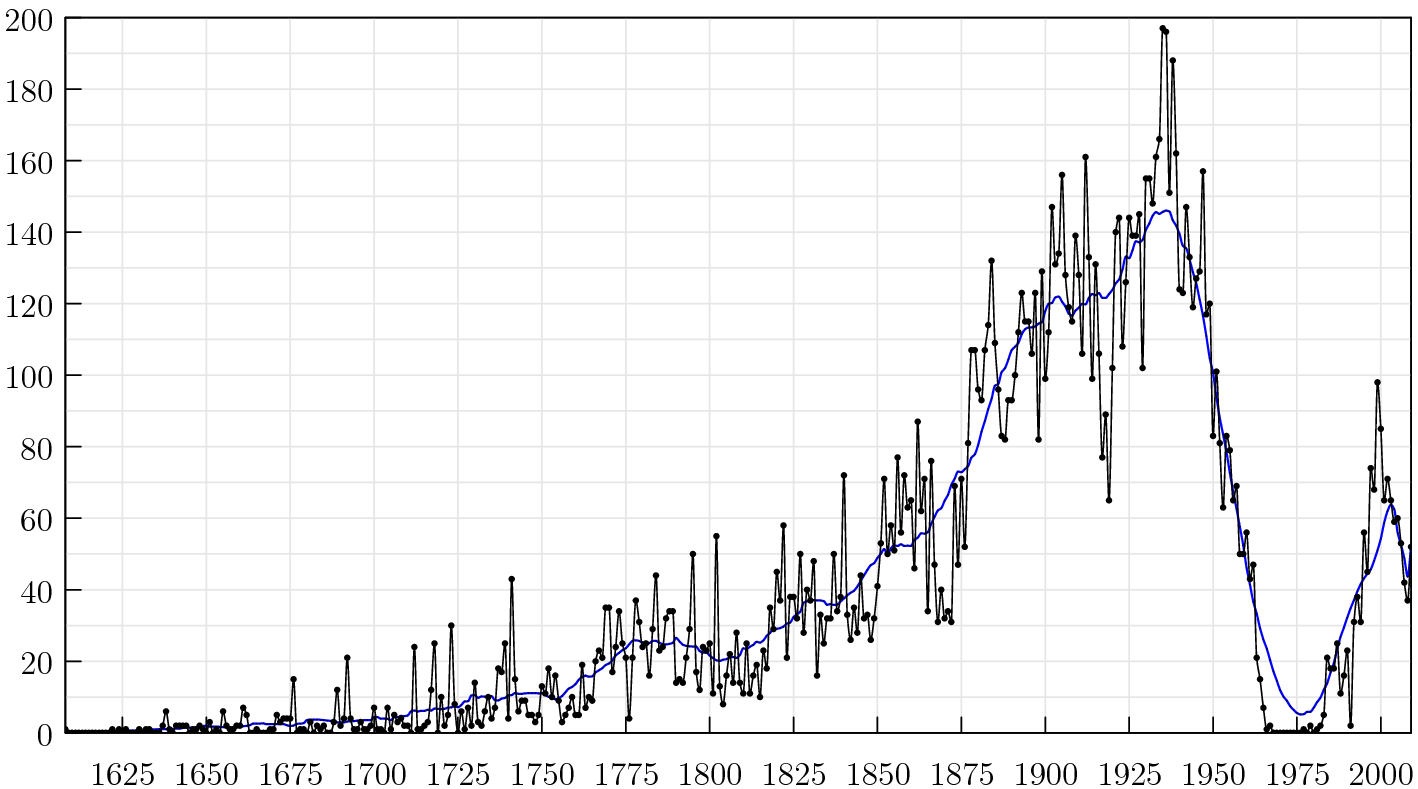
Anzahl der Hinrichtungen in den USA, 1608 bis 2009

Eine Hinrichtung, im Sprachgebrauch auch Exekution, ist die vorsätzliche Tötung eines in der Gewalt der Hinrichtenden befindlichen gefangenen Menschen, meist als Vollzug einer von der Justiz eines Landes ausgesprochenen Verurteilung zur Todesstrafe. Werden Menschen durch staatliche Stellen widerrechtlich getötet, handelt es sich um extralegale Hinrichtungen. Der Begriff wird im weiteren Sinne auch für die Tötung eines Menschen durch nicht hoheitlich befugte Personen, Gruppen oder Organisationen verwendet, beispielsweise im Zusammenhang mit Terrorismus oder Kriminalität.

## Hinrichtungsarten
Die Hinrichtungsarten oder Sterbearten dürfen nicht mit der Todesart oder der Todesursache verwechselt werden. Zum Beispiel führt Ertränken zum Ertrinken. Auch traten Fälle auf, bei denen die Verurteilten nach der Hinrichtung noch lebten.
Zur Hinrichtung wurden oder werden folgende Methoden verwendet:

### Heute
- Elektrischer Stuhl (seit 1889 in den USA, nur noch in wenigen Bundesstaaten; früher auch Philippinen)
- Enthauptung mit dem Schwert (z. B. Saudi-Arabien)
- Erhängen (Galgen; Todeseintritt durch Genickbruch, Unterbrechung des Blutstromes zum Gehirn oder Ersticken) (z. B. Japan)
- Erschießung (Herz- oder Kopfschuss, Genickschuss), im militärischen Bereich wird die Bezeichnung Füsilieren verwendet (z. B. China, Belarus als letztes Land in Europa Genickschuss, USA)
- Steinigung (z. B. bei Anwendung der Scharia des Islams) (z. B. Saudi-Arabien, Iran)
- Erstickung („Stickstoffhypoxie“, Verabreichen von Stickstoff per Maske) (seit 2024, USA)
- Vergiftung (Giftspritze oder Gaskammer) (USA, Giftspritze in mehreren Bundesstaaten und Gaskammer in wenigen; China, Giftspritze)

Seit dem Jahr 2000 sind nach Kenntnis von Amnesty international folgende Hinrichtungsmethoden bei der Vollstreckung der Todesstrafe angewandt worden:
- Elektrischer Stuhl: USA (nicht alle Bundesstaaten)
- Enthauptung mit dem Schwert: Saudi-Arabien
- Hängen: Ägypten, Indien, Irak, Iran, Japan, Jordanien, Libyen, Pakistan, Singapur, Malaysia und weitere Länder
- Erschießung: USA, Belarus, Volksrepublik China, Nordkorea, Somalia, Republik China (Taiwan), Usbekistan, Vietnam und weitere Länder
- Steinigung: Afghanistan, Iran, Sudan, Teile Nigerias, Somalia
- Giftspritze: Volksrepublik China, Guatemala, Thailand, USA

### Historische Hinrichtungsarten
Die Brutalität historischer Hinrichtungsarten zeigt deutlich, dass diese Verurteilte nicht nur töten sollten, sondern darauf abzielten, ihnen zusätzliches Leid durch Folter zuzufügen.

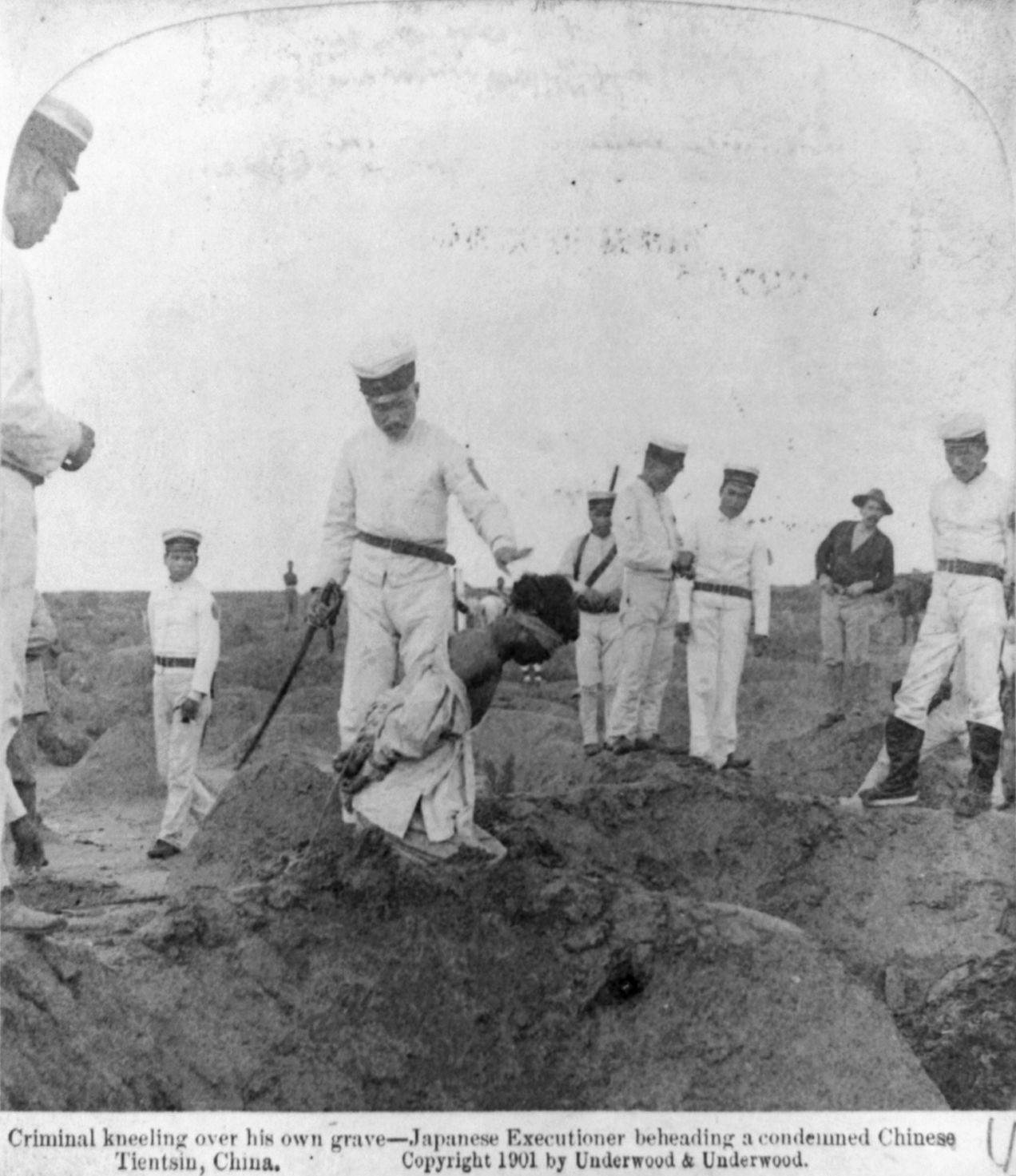
Ein verurteilter Chinese wartet kniend vor seinem Grab auf die Enthauptung durch den japanischen Henker (Tientsin, China, 1901)

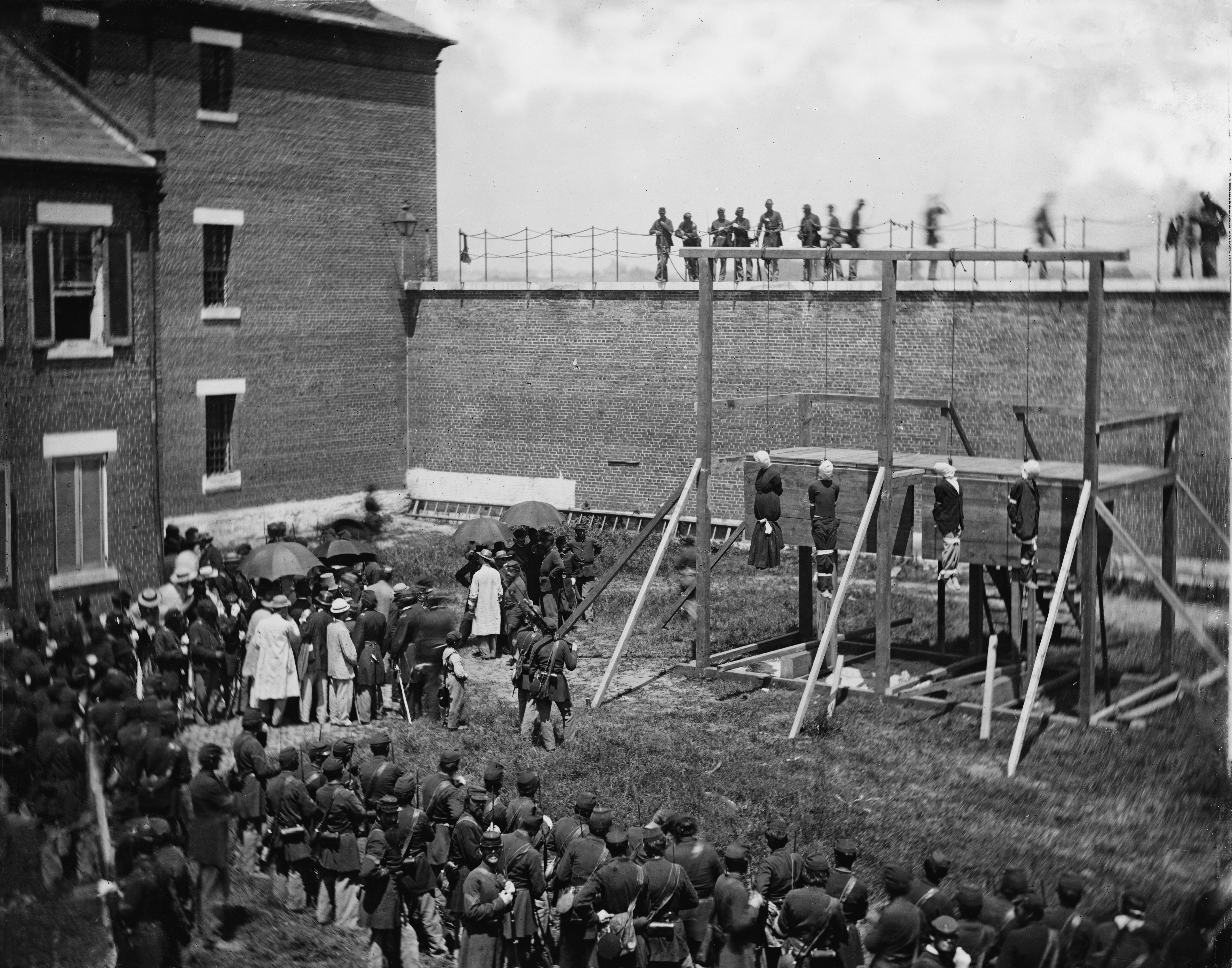
Hinrichtung der vier Lincoln-Verschwörer am Galgen (1865)

- sukzessives Abtrennen von Körperteilen (Lingchi; in China bis 1905 legal)
- Ausweiden, auch Ausdärmen genannt
- Bambusfolter
- Blutaar, auch Blutadler – ob diese Methode bei den Wikingern tatsächlich angewendet wurde oder eine Erfindung ist, ist aus heutiger Sicht unklar.[3]
- Damnatio ad bestias, im Römischen Reich warf man Verurteilte mitunter auch den „wilden Tieren zum Fraß“ vor
- Damnatio ad ferrum, Oberbegriff für die Todesstrafe im Römischen Reich, beinhaltet aussichtslose Kämpfe der Verurteilten gegeneinander (bis zum Tod aller Delinquenten) oder gegen einen (bzw. mehrere) Gladiator/en (damnatio ad gladium)
- Dezimation Todesstrafe durch Auslosung, z. B. bei Meuterei im Militärrechtswesen im antiken Rom
- Einflößen geschmolzenen Metalls (meist Blei) in der jüdischen Antike und anderen altorientalischen Kulturen
- lebendig Begraben, einschließlich Einmauerung
- Enthauptung mit der Guillotine, dem Richtschwert oder dem Richtbeil
- Enthäuten oder Schinden, mit Folter kombinierte Hinrichtungsart, von der Antike bis in die Frühe Neuzeit
- Erstechen
- Erdrosseln, in Österreich von 1870 bis  1950 z. B. mit dem Würgegalgen in Spanien bis 1974 auch mit der Garrotte

- Erfrieren lassen

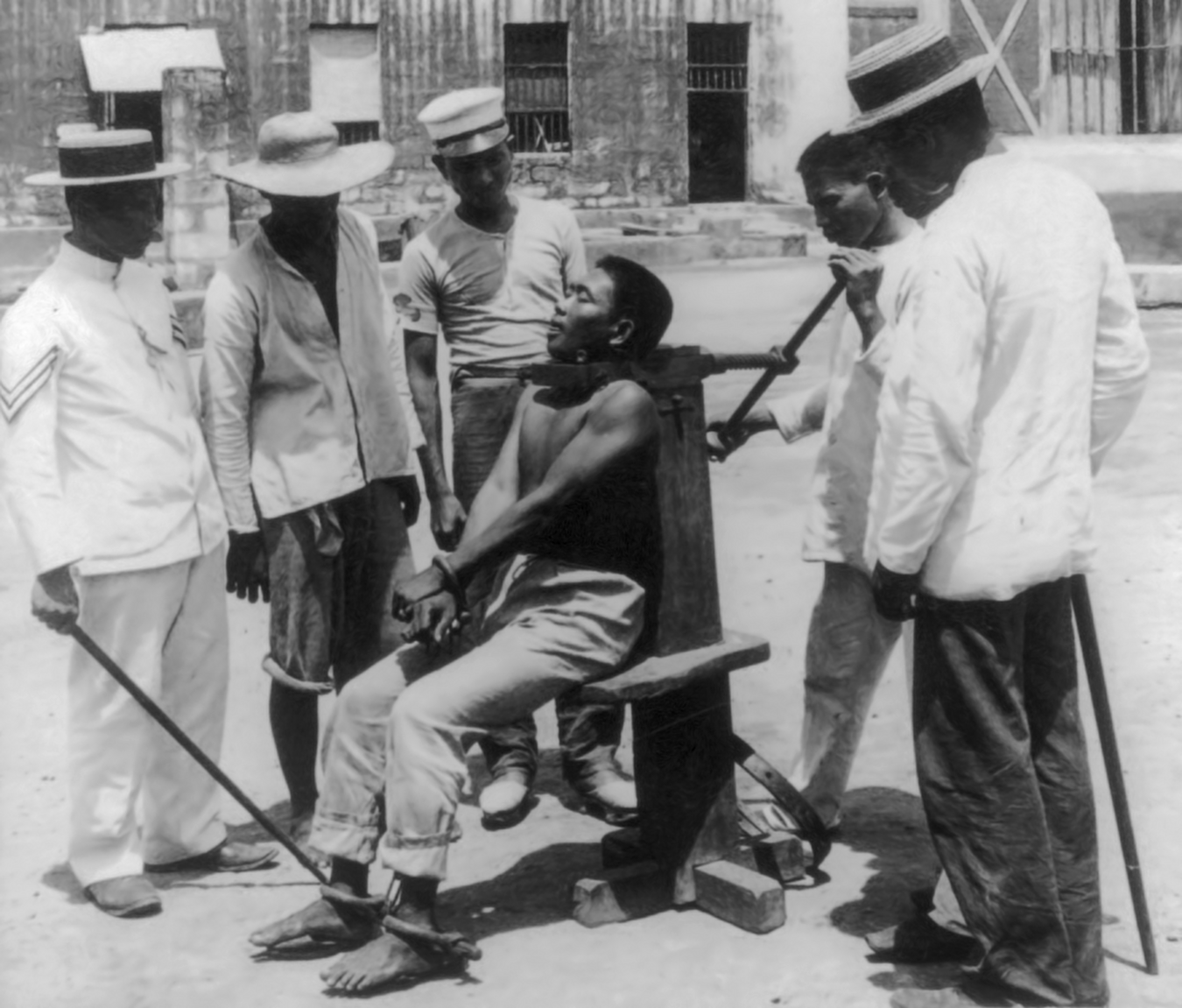
Hinrichtung mit der Garrotte im Bilibid-Gefängnis in Manila auf den Philippinen (1901)

- Erschlagen; Rädern, Fustuarium, Herabstürzen aus großer Höhe, zum Beispiel von Türmen, Brücken, siehe auch Tarpejischer Fels; seltener durch Katapultieren
- Ertränken
- Estrapade, Hinrichtungsart, die mit der Foltermethode Pfahlhängen verwandt ist
- Exekution durch Elefanten
- Fustuarium, Anwendung im Militärrechtswesen im antiken Rom, u. a. bei Pflichtvernachlässigung
- Hexenproben, durch die Angeklagte der Hexerei überführt werden sollten, konnten zum Tod führen: die Wasserprobe (auch „Hexenbad“) sowie die Feuerprobe
- Beim In die Asche werfen musste man tagelang bis zum Tode in einem mit Asche gefüllten Raum verweilen.[4]
- Hängen, Ausweiden und Vierteilen wurde in England bei Hochverrat und Falschmünzerei, in Italien auch bei Giftmord angewendet.[5]
- Kannibalismus
- Kochen bei lebendigem Leib (=Sieden)
- Kolumbianische Krawatte, auch unter dem Namen mexikanische oder sizilianische Krawatte bekannte Folter- und Hinrichtungsmethode
- Kreuzigung
- Little Ease, diese aus England stammende Foltermethode konnte je nach Dauer der Anwendung zum Tod führen.
- Judenstrafe, Sonderform des Erhängens, auch verkehrtes Hängen (an den Füßen aufhängen, oft auch zusammen mit Hunden), im Mittelalter in Südeuropa, Deutschland und den Niederlanden angewendet
- Martern am Marterpfahl
- Mazzolata, auch Mazzatello[6] (in Italien bis Anfang des 19. Jahrhunderts: Der Verurteilte wurde mit dem Gesicht zur Menge der Zuschauer gestellt, manchmal auch an ein Andreaskreuz gefesselt. Dann wurde ihm mit einer Keule der Kopf eingeschlagen. Während er vornüber umfiel, wurde ihm die Kehle durchgeschnitten; erwähnt in Der Graf von Monte Christo.)
- Rädern (Radebrechen)

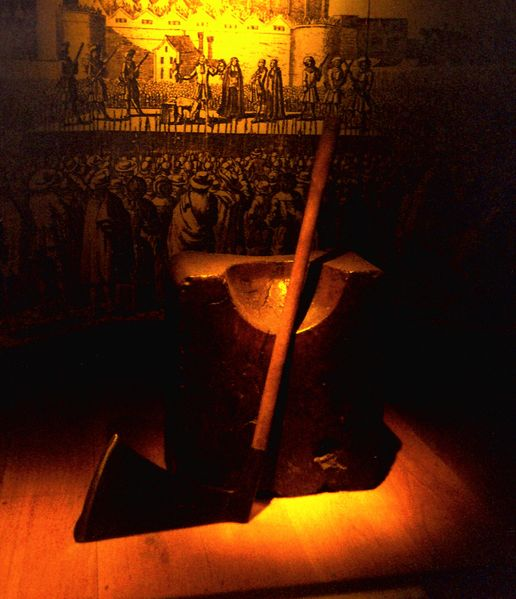
Richtblock mit Beil

- Richtbank, Hinrichtungen auf der Richtbank oder dem Richtblock erfolgten in Kombination mit einem Beil
- Rösten zwischen Feuern oder in einem Feuerring[7]
- Säcken als Variante des Ertränkens (nach Einnähen des Delinquenten in einen Sack, gemeinsam mit einem lebenden Tier)
- Scaphismus auch Verwesen im Trog oder In-den-Trog-Setzen mitunter wurde das Gesicht des Verurteilten zusätzlich mit Milch und Honig bestrichen; Maden und Würmer zerfraßen den Körper.[8][9]
- Schmäuchen (Schmeuchen, Schmauchen), langsames, unterbrochenes Ersticken über Qualm
- Öffentliches Sezieren
- Sizilianischer Bulle (Hitzefolter durch Einschließen in einen befeuerten Ofen)
- Strecken (Ausdehnung, Streckbank)
- Stürzen in einen Abgrund[10]
- Pfählung, der rumänische Fürst Vlad III. Drăculea wendete diese grausame Hinrichtungsart so gern an, dass sie mit für seinen Beinamen „Sohn des Teufels“ verantwortlich war
- Über die Planke gehen
- Verbluten (u. a. beim Zersägen, Zerstückeln und Vierteilen)
- Verbrennen; Scheiterhaufen
- Verdurstenlassen und Verhungernlassen, körperliche Auszehrung (siehe auch Hungerturm, -bunker)
- Vergiften (der möglicherweise bekannteste historische Fall war die Hinrichtung des Sokrates mit Hilfe des Schierlingsbechers)
- Vierteilung – insbesondere bei Königsmord im Mittelalter und der Frühen Neuzeit angewendete Hinrichtungsart
- Zangenreißen[11]
- Zermalmung als Form des Erstickungstodes
- Zerquetschen (mit Elefanten, Steinen oder Geräten ähnlich der Garrotte) Tod durch Zerquetschen bei der Hinrichtung von Giles Corey 1693, Grafik 1923 (?)

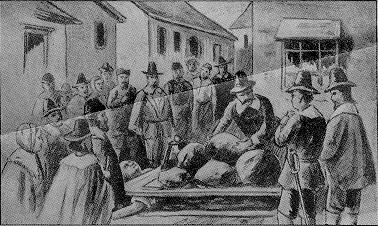
Tod durch Zerquetschen bei der Hinrichtung von Giles Corey 1693, Grafik 1923 (?)

- Zerreißen mittels Estrapade oder Wippgalgen
- Zersägen
- Zerstückeln, chinesisch Lingchi, „Tod durch tausend Schnitte“ insbesondere für Hochverräter und Anführer von Revolten in China

## Symbolische Hinrichtung
In manchen Fällen wird das Schauspiel einer öffentlichen Hinrichtung vollzogen, ohne dabei tatsächlich jemanden zu töten:
- Wenn das Opfer bereits tot ist (posthume Hinrichtung), so geschehen zum Beispiel bei dem englischen Politiker Oliver Cromwell.
- Wenn das Opfer nicht in der Gewalt der staatlichen Institutionen war, wurden von der spanischen Inquisition geflohene Ketzer häufig in effigie, also in Gestalt einer Strohpuppe, verbrannt. Noch ist bei radikalisierten politischen Kundgebungen das Verbrennen oder Erhängen von Puppen zu beobachten, die besonders gehasste Personen darstellen. Ein weiteres Beispiel dafür ist die Nubbelverbrennung im rheinischen Karneval.

Offenbar ist in solchen Fällen die Propagandawirkung der Hinrichtung, also die drastische Darstellung des Missfallens der durchführenden Partei gegenüber dem Hingerichteten, als Abschreckung oder verbindendes Gemeinschaftserlebnis noch vorhanden.

## Geschichte

### Abendländische Entwicklung
Von vielen Vollstreckungsmethoden der Todesstrafe setzten sich einige im Lauf der Geschichte längerfristig durch, lösten einander ab oder wurden und werden parallel ausgeübt. Im Alten Orient war meist die Steinigung üblich, die ein Kollektiv – meist die Sippe oder der Stamm – durchführte. Später wurde von den Anklägern verlangt, die ersten Steine auf das Opfer zu werfen, um so ihre rechtmäßige Anklage zu unterstreichen und Meineide im Prozess zu erschweren. Im Iran wird die Steinigung für Ehebruch teilweise noch durch den Staat ausgeübt.
Das Römische Reich löste kollektives Sippenrecht durch ein Staatsrecht ab. Hier war die Kreuzigung für entlaufene Sklaven, Verbrecher ohne römisches Bürgerrecht und Aufständische die übliche Hinrichtungsart. Staatsfeinde oder Hochverräter wurden im Carcer Tullianus der Stadt Rom häufig auch erdrosselt oder (seltener) enthauptet, danach, wie bei der Kreuzigung, auf der Gemonischen Treppe öffentlich zur Schau gestellt, durch die Stadt geschleift und in den Tiber geworfen.
Das europäische Mittelalter behielt das Kreuzigen wegen des christlichen Glaubens an den gekreuzigten Jesus Christus nicht bei, sondern erfand dafür viele neue Methoden. Für besonders schwere Straftaten waren Erhängen, Erwürgen mit einem Strick oder Rädern üblich. „Ketzer“ wurden häufig bei lebendigem Leib auf dem Scheiterhaufen verbrannt, wobei sie meist schon am Qualm erstickten, bevor sie verbrannten. Anfangs war diese Strafe rechtlich streng begrenzt und daher selten, wurde aber in einigen Ländern und Zeiten exzessiv angewandt, etwa während der spanischen Inquisition und vor allem bei der Hexenverfolgung ab Ende des 15. Jahrhunderts. Die Enthauptung durch das Schwert war Adeligen oder anderen privilegierten Verurteilten vorbehalten.
Hinrichtungen vollzog damals ein einzelner dafür bestellter Beamter, der Henker oder Scharfrichter. Dieser – auch als „Meister Hans“ Bezeichnete – war mitsamt seiner Familie in vielen Kulturkreisen geächtet. Der Kontakt zu ihm wurde gemieden und er stand auf der niedrigsten sozialen Stufe, obwohl die häufigen Todesstrafen als regelmäßiges Volksschauspiel öffentlich gefeiert wurden.
Neuzeitliche Verfahren folgten dem technischen Fortschritt. In Frankreich wurde 1792 die Guillotine als maschinelle Form des Enthauptens eingeführt und verbreitete sich von dort aus in Europa. Hinzu kam seit Erfindung der Schusswaffen die Erschießung. Seit etwa 1890 setzte sich daneben der Strang durch. Im 20. Jahrhundert kamen die Gaskammer, der Elektrische Stuhl und neuerdings die letale Injektion (tödliche Giftspritze) hinzu.
Neuzeitliche Staaten verteilen die Hinrichtung oft auf mehrere Personen und verbergen so die individuelle Verantwortung dafür, etwa durch die maschinelle Auslösung eines Fallbeils, ein Erschießungs-Peloton oder einen Zufallsgenerator wie in den Hinrichtungskammern der USA: Zwei oder drei Ausführende betätigen verschiedene Schalter, von denen nur einer das tödliche Gift in die Blutadern des Verurteilten fließen lässt. So kann die Tötung keiner Einzelperson zugeordnet werden. Im Ersten Weltkrieg stieg die Anzahl der Hinrichtungen an Zivilisten deutlich an. Vor allem im Osten und Südosten Europas wurden Tausende Zivilisten, die man der Spionage oder des Verrats beschuldigte, ohne feldgerichtliche Verfahren hingerichtet. Erst in jüngster Zeit wurden diese Ereignisse historisch untersucht.

### Deutschland

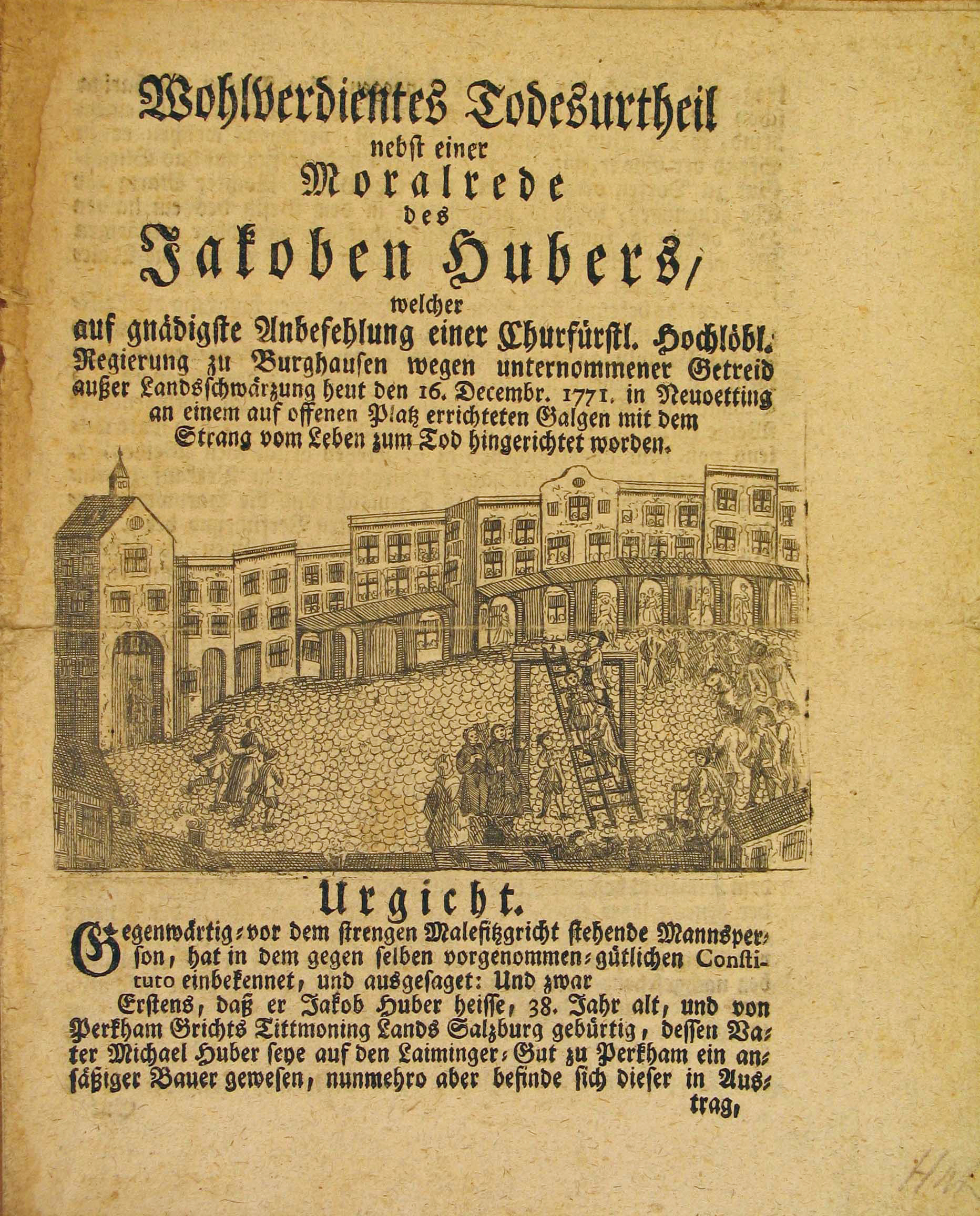
Flugblatt von 1771 über eine Hinrichtung

#### Mittelalter bis Weimarer Republik
Im Mittelalter wurden auch Arten der Folter angewandt, die schließlich zum Tode führten.
Die einzelnen Hinrichtungsmethoden sind meist bestimmten Delikten zugeordnet, gelegentlich in Form spiegelnder Strafen. Bloße Lust an der Grausamkeit spielte wohl eine deutlich geringere Rolle, als der unbefangene, neuzeitliche Blick auf die Rechtspraxis des Mittelalters vortäuscht. Todesurteile wurden oft öffentlich weniger grausam vollstreckt, als sie tatsächlich waren. Betäubungsmittel wurden bei der Folter, beim Gottesurteil und bei der so genannten verschärften Hinrichtung eingesetzt. Das Retentum, eine Milderung, die in Form einer geheimen Klausel in das Urteil eingefügt wurde, konnte zum Beispiel bestimmen, dass der Hinzurichtende vor dem Rädern heimlich zu erdrosseln sei, der Hexe solle vor dem Verbrennen ein Sack mit Schießpulver um den Hals gehängt oder dem Hinzurichtenden ein Betäubungsmittel eingegeben werden. Ein „Taumelbecher“ als Gnadenakt wird bereits im Bibelbuch Sprüche (31, 6f.) und bei Christi Kreuzigung (Myrrhen- oder Gallenwein) erwähnt (Lexikon des Mittelalters Bd. 1, Sp. 2083).
Das letzte bekannte Beispiel der Hinrichtungsmethode des Zerstoßens der Glieder mit eisernen Keulen ist im Hannöverschen vom 10. Oktober 1828 beschrieben. Als Vergeltung für den aus Habsucht begangenen Mord an Vater und Schwester wurde Andreas Christoph Beinhorn aus Grone auf einer Kuhhaut zum Richtplatz geschleift und dort, auf dem Leineberg in Göttingen, öffentlich von unten auf gerädert – wie es in einem zeitgenössischen Flugblatt heißt – „mit Keulen zerschlagen und nachher sein Körper auf das Rad geflochten“ (wenn auch nur für einen Tag).
Die letzte öffentliche Hinrichtung in der Stadt Würzburg fand am 2. November 1850 statt. „Vor einer zahllosen Menschenmenge“ wurde der 30-jährige Raubmörder Heinrich Schuhmann aus Hofstetten mit dem Schwert enthauptet. Seit 1851 wurde in allen deutschen Staaten die öffentliche Hinrichtung aufgehoben. Die letzten beiden öffentlichen Hinrichtungen fanden dennoch am 14. Oktober 1864 in Marburg (Ludwig Hilberg) und am 21. Oktober 1864 in Greiz (Marie Strauß) statt.
Im Deutschen Reich fand die Hinrichtung traditionell in einem umschlossenen Raum statt. Teilnahmeverpflichtung bestand für zwei Personen des Gerichts der ersten Instanz, einen Gerichtsschreiber, einen Gefängnisbeamten und einen Vertreter der Staatsanwaltschaft. Der Ort, in dem die Hinrichtung stattfand, konnte zwölf „ehrenwerte“ Bürger abstellen, die freiwillig an der Hinrichtung teilnehmen konnten. Diese sollten die früher übliche Öffentlichkeit darstellen, die jedoch mit vielen unangenehmen Begleiterscheinungen einhergegangen war. Der Verteidiger und andere Personen (Geistliche, Verwandte) konnten auf Antrag ebenfalls der Hinrichtung beiwohnen. Über den Vorgang war stets ein Protokoll aufzunehmen. Der Leichnam des Hingerichteten war den Verwandten auszuhändigen, die ihn ohne größere Feierlichkeiten zu bestatten hatten.
Seit Einführung des Reichsstrafgesetzbuchs von 1871 war als Hinrichtungsmethode im Deutschen Reich ausschließlich die Enthauptung vorgeschrieben gewesen (§ 13), welche in der Praxis  mittels Handbeil oder Fallbeil durchgeführt wurde. Die Mehrzahl der nördlichen Länder (etwa Preußen) gebrauchte bis Mitte der 1930er Jahre das Handbeil, andere Länder (etwa Bayern und Sachsen) Fallbeile.

#### Nationalsozialismus
Durch das Gesetz über Verhängung und Vollzug der Todesstrafe vom 29. März 1933 wurde neben der Enthauptung zudem wieder die Methode des Hängens zugelassen, welche aus Sicht der Nationalsozialisten besonders unehrenhaft war, doch wurde sie bis Ende 1942 im Kerngebiet des Deutschen Reiches nicht angewandt. Todesurteile von Militärgerichten wurden stattdessen durch Erschießung und die von Zivilgerichten durch Enthauptung (seit einem Führererlass vom 14. Oktober 1936 ausschließlich per Fallbeil) vollstreckt. Um Hinrichtungen geheim und in großer Zahl abwickeln zu können, wurden im Dritten Reich ab 1937 zentrale Hinrichtungsstätten errichtet, die an ausgewählten Vollzugsstandorten in Form eines mehrere Räume umfassenden Hinrichtungstraktes bis 1945 bestanden.
Im Dezember 1942 wurden die führenden Mitglieder des „Schulze-Boysen/Harnack-Kreises“ auf Befehl Hitlers erhängt, worauf in Deutschland wieder regelmäßig Exekutionen auf diese Art durchgeführt wurden (z. B. nach dem 20. Juli 1944). Im Zusammenhang mit den zu erwartenden Todesurteilen wurde am 15. Dezember 1942 im Hinrichtungsraum der Haftanstalt Berlin-Plötzensee eine Eisenschiene mit Fleischerhaken  angebracht, und bis Mitte 1943 wurden Vorkehrungen zum Vollzug der Todesstrafe durch Hängen auch in nahezu allen anderen zentralen Hinrichtungsstätten des Deutschen Reichs getroffen. Der Galgen wurde dabei zumeist im selben Raum wie das Fallbeilgerät installiert.
Die Zahl der Hinrichtungen nahm in der Zeit des Nationalsozialismus drastisch zu, von 96 (1937) auf 1119 (1943). Die hohe Taktung bewirkte eine Auflösung des zeremoniellen Hinrichtungsprozesses:
- Hinrichtungen wurden nicht nur nachts und in den frühen Morgenstunden vollstreckt, sondern auch tagsüber.
- Weder für den Staatsanwalt noch den Gefängnisgeistlichen gab es eine Präsenzpflicht.
- Hitlers Anweisung, verstärkt Erschießungskommandos einzusetzen, wurde kaum Folge geleistet, weil der Platz und das Personal dafür fehlten.
- Dem Wunsch des Reichsjustizministeriums, anstelle der überlasteten Scharfrichter zum Tode verurteilte Gefangene zur Exekution heranzuziehen (und diese dafür zu begnadigen), wurde nicht entsprochen. In Konzentrationslagern geschah das dennoch; die exekutierenden Lagerinsassen bekamen dafür als Lohn typischerweise drei Zigaretten.
- Ab 1942 wurden Straftaten von „fremdvölkischen“ Menschen nicht mehr durch Gerichte, sondern durch die Gestapo und die SS „erledigt“.
- Die Rolle der zentralen Hinrichtungsstätten übernahmen zunehmend die Konzentrationslager.

Im KZ Auschwitz I (Stammlager) befand sich der Hinrichtungsplatz in dem von Mauern eingefassten Hof des Blocks 11. Weil die Exekutionen ohne Aufsehen stattfinden sollten, mussten die Lagerinsassen in ihren Baracken bleiben, bis die Erschießung zu Ende war. Nur in Fällen von Fluchtversuchen von Gefangenen waren die Hinrichtungen öffentlich: Die Lagergemeinschaft musste mit ansehen, wie der gefasste Flüchtling erschossen wurde.

#### Nach dem Zweiten Weltkrieg
In Tübingen wurde am 18. Februar 1949 der 28-jährige Raubmörder Richard Schuh mit dem Fallbeil hingerichtet. Dies war die vorletzte von einem westdeutschen Gericht angeordnete Hinrichtung. Danach wurden noch am 9. Mai 1949 in Hamburg die beiden Mörder Robert Amelung und Peter Steinhauer enthauptet. Zwei Wochen später, am 23. Mai 1949, wurde mit der Verkündung des Grundgesetzes die Todesstrafe in Westdeutschland abgeschafft.
Das letzte Todesurteil in West-Berlin wurde am 11. Mai 1949 gegen den 24-jährigen Raubmörder Berthold Wehmeyer vollstreckt. Da das Grundgesetz der Bundesrepublik Deutschland sich bis 1990 nicht auf West-Berlin erstreckte, bedurfte es hier eines eigenen Gesetzes zur Abschaffung der Todesstrafe, das am 20. Januar 1951 in Kraft trat.
Ungeachtet dessen wurden auf westdeutschem Boden noch weitere Hinrichtungen vorgenommen, die meisten vom deutschen Henker Johann Reichhart, der im Dienst der US-amerikanischen Besatzungsbehörden stand. Im Kriegsverbrechergefängnis Landsberg, von 1946 bis 1958 unter US-amerikanischem Befehl, wurden 1945 bis 1951 insgesamt 285 von insgesamt 308 zum Tode verurteilte Kriegsverbrechern gehängt, am 7. Juni 1951 die letzten sieben, darunter Oswald Pohl, Otto Ohlendorf und Werner Braune.
Das letzte nicht-militärische Todesurteil in der DDR wurde am 15. September 1972 an dem Kindermörder Erwin Hagedorn aus Eberswalde vollzogen.
Die wahrscheinlich letzte Hinrichtung in Deutschland fand am 26. Juni 1981 in der DDR in der Hinrichtungsstätte im Gefängnis an der Alfred-Kästner-Straße in Leipzig statt: Der 39-jährige Stasi-Hauptmann Werner Teske, dem vorgeworfen wurde, sich mit Akten in den Westen absetzen zu wollen (Spionagetatbestand), wurde durch den „unerwarteten Nahschuss“ hingerichtet. Hierbei verkündete der Staatsanwalt dem völlig Ahnungslosen die beiden Sätze „Das Gnadengesuch ist abgelehnt. Ihre Hinrichtung steht unmittelbar bevor.“ Daraufhin trat der letzte deutsche Henker, Hermann Lorenz, unbemerkt von hinten heran und schoss Teske ohne weitere Umschweife mit einer Armeepistole in den Hinterkopf. Lorenz hat auf diese Weise etwa zwanzig Hinrichtungen vollstreckt und wurde später zum Major befördert.

### Österreich
Hinrichtungen erfolgten in Österreich bis in das 19. Jahrhundert hinein unter dem Gedanken der Abschreckung in der Öffentlichkeit. Das Volk erlebte dieses Geschehen jedoch eher als Abwechslung im Alltagseinerlei. Die letzte öffentliche Hinrichtung nach einem ordentlichen Gerichtsverfahren in Wien fand am 30. Mai 1868 statt, als der 23-jährige Raubmörder Georg Ratkay an den Galgen kam, der am 28. Mai 1868 seine Verurteilung erhalten hatte. Auf der Richtstätte bei der Spinnerin am Kreuz brach dabei eine Zuschauertribüne zusammen. Da auch diese öffentliche Hinrichtung mit Schlägereien und Betrunkenen endete, wurden alle weiteren Hinrichtungen in Wien im „Galgenhof“ des Landesgerichts durchgeführt. Ab spätestens 1870 kam dort der Würgegalgen als staatlich approbiertes Hinrichtungsgerät zum Einsatz. Die später im Ersten Weltkrieg 1914–1918 erfolgten Hinrichtungen durch das Militär erfolgten standrechtlich.
Zwischen 1918 und 1933 war die Todesstrafe in Österreich abgeschafft, wurde aber während des Ständestaats am 11. November 1933 über das Standrecht wieder eingeführt. Als Hinrichtungsgerät diente wieder der Würgegalgen. Zwischen 1933 und dem „Anschluss“ an das Deutsche Reich 1938 wurden in Österreich über 40 Personen hingerichtet.
Auch in den ersten Jahren nach der Wiedererrichtung der Republik 1945 wurden Personen zum Tode verurteilt und hingerichtet. Die Todesstrafe konnte von österreichischen Gerichten sowie Gerichten der Besatzungsmächte verhängt werden. Für die Aburteilung von Straftaten nach dem Kriegsverbrechergesetz und dem Verbotsgesetz gab es eigene Volksgerichte, die insgesamt 43 Todesurteile verhängten, von denen 30 vollstreckt wurden. Die letzte Hinrichtung aufgrund österreichischen Rechts erfolgte am 24. März 1950: An diesem Tag wurde der Raubmörder Johann Trnka im Landesgericht für Strafsachen Wien gehängt. Die letzte Hinrichtung nach einem Todesurteil der alliierten Besatzungsbehörden fand in Österreich im Februar 1955 statt.

### Schweiz
Im zivilen Strafrecht der Schweiz war seit der frühen Neuzeit die Enthauptung durch das Schwert die übliche Hinrichtungsmethode. Ab 1798 wurde daneben die Guillotine verwendet, wobei einzelne Kantone den Verurteilten die Wahl zwischen Guillotine und Schwert gewährten. Die letzten Enthauptungen durch das Schwert wurden am 6. Juli 1867 in Luzern an Niklaus Emmenegger und am 10. Januar 1868 in Moudon an Héli Freymond vollzogen.
Als letzter in einem zivilen Strafprozess zum Tode Verurteilter starb am 18. Oktober 1940 der 32-jährige dreifache Mörder Hans Vollenweider in Sarnen (Kanton Obwalden) unter der Guillotine.
Das Schweizer Militärstrafrecht sah die Todesstrafe weiterhin für Landesverrat in Kriegszeiten vor. Auf dieser Basis wurden im Zweiten Weltkrieg 30 Personen zum Tode verurteilt; 17 davon wurden bis zum Kriegsende durch Erschießung hingerichtet. Ein Fall einer solchen Hinrichtung ist Thema des Films Die Erschiessung des Landesverräters Ernst S. Am 20. März 1992 wurde dieser Gesetzesartikel nach einer parlamentarischen Initiative von Nationalrat Massimo Pini von der Freisinnig-Demokratischen Partei (Kanton Tessin) von der Bundesversammlung abgeschafft.

## Gesellschaftliche Bewertung
Verschiedene Hinrichtungsmethoden werden gesellschaftlich unterschiedlich bewertet. Während einige den Verurteilten bewusst erniedrigen sollten, gelten andere wie das Erschießen beim Militär als ehrenhaft. Solche Ehrbegriffe stehen auch hinter freiwilligen Selbsttötungen von zum Tod Verurteilten, etwa als Seppuku (besser bekannt unter dem umgangssprachlichen, jedoch falschen Begriff „Harakiri“) im alten Japan. Aufgrund dieser symbolischen Verknüpfung der Todesart mit der endgültigen Bewertung des Hinzurichtenden schreibt das Gesetz fast immer vor, welche Hinrichtungsmethode auf welches Verbrechen steht und wie ein Todesurteil vollstreckt werden muss. Hierbei herrscht der Gedanke vor, ein „niederes“ Verbrechen mit einer „niederen“ Hinrichtungsform, eine als weniger gravierend erachtete Straftat mit einer vermeintlich „würdevollen“ Tötungsart zu vergelten. Wo so differenziert wird, wird das Staatsrecht zur Todesstrafe meist vorbehaltlos vorausgesetzt.
In Deutschland war seit dem 19. Jahrhundert die Enthauptung für Hinrichtungen gesetzlich vorgeschrieben. Sie wurde in den Einzelstaaten entweder durch das Fall- oder Handbeil vollstreckt. Nur militärische Kapitalverbrechen wurden mit Erschießen geahndet. Erst in der Zeit des Nationalsozialismus wurde für bestimmte Straftaten das Erhängen als eine besonders entehrende Hinrichtungsart vorgesehen, zum Beispiel für KZ-Häftlinge, „Verräter“ und Verschwörer wie die Attentäter vom 20. Juli 1944.

## Hinrichtung als Redensart
Vor allem im aktuellen Sprachgebrauch der Medien hat sich die Redensart etabliert, jemand sei „regelrecht hingerichtet“ worden. Die ins Gegenteil gewandelte Bedeutung besagt, dass das Opfer eben nicht als Folge eines juristischen und bestenfalls rechtsstaatlichen Verfahrens verurteilt und getötet wurde, sondern dass die Art der Tötung vor allem in Bezug auf die Wehrlosigkeit des Opfers eine gewisse äußerliche Ähnlichkeit zur Hinrichtung aufweist.